# Fluitconcert nr. 1 (Weinberg)
Mieczysław Weinberg componeerde zijn Concerto voor fluit en strijkorkest in 1961. Het volgnummer nr. 1 ontving het werk pas toen zijn tweede fluitconcert voltooid werd in 1987.
Het eerste fluitconcert van Weinberg is melodieus en sluit wat dat betreft aan bij zijn Fantasie voor cello en orkest. De muziek bevindt zich tussen het fluitconcert van Carl Nielsen en de muziek van Dmitri Sjostakovitsj in. Zekere in de delen (1) en (3) lijkt de muziek geïnspireerd op de muziek van de Russische maestro. In het eerste deel is enige gelijkenis met de tiende symfonie van Sjostakovitsj te horen. In het derde deel ligt de Symfonie nr. 15 op de loer, maar die zou pas veel later gecomponeerd worden. De muziekstijlen van beide componisten lagen dan ook vlak bij elkaar, al blijft de muziek van Weinberg wat fijnzinniger, zonder de grote gebaren van Sjostakovitsj. Het concerto eindigt met een driewerf hoezé lijkt het.
Het werk kent de klassieke driedelige indeling:
1. Allegro molto
2. Largo
3. Allegro comodo.

waarbij met name deel drie al richting zijn volgend fluitconcert gaat, een vrijere compositie.

## Orkestratie
- dwarsfluit solo
- violen, altviolen, cello, contrabassen

## Discografie
- LP Melodiya CM 02393-4: Moskou Kamerorkest, Rudolf Barschai (dirigent), Alexander Korneyev (solist); later uitgebracht op compact disc door Russian Disc; opgenomen vlak na de première, dat door deze combinatie werd gegeven;
- CD Chandos CHSA 5064: Göteborg Symfonie Orkest, Thord Svedlund (dirigent), Anders Jonhäll (dwarsfluit en solofluitist van het orkest); opname uit juni 2005

## Bron
- de Chandos compact disc
- Onno van Rijen voor opvolging en discografie
- Peer Music; orkestratie